# Vanleer
Vanleer – miasto w Stanach Zjednoczonych, w stanie Tennessee, w hrabstwie Dickson.